# Aéroport international de Chileka
L'Aéroport international de Chileka (code IATA : BLZ • code OACI : FWCL) est un aéroport situé à une dizaine de kilomètres de la ville de Blantyre, la  deuxième plus grande ville du Malawi. Il constitue la deuxième porte d'entrée aérienne du pays, après l'Aéroport International de Lilongwe qui dessert la capitale et principale ville du pays, Lilongwe.

## Situation
| Blantyre Lilongwe |

## Compagnies et destinations
| Compagnies            | Destinations                                                       |
| --------------------- | ------------------------------------------------------------------ |
| Airlink               | Johannesbourg OR Tambo                                             |
| Ethiopian Airlines    | Addis-Abeba Bole                                                   |
| Malawi Airlines       | Dar es Salam-J. Nyerere, Johannesbourg OR Tambo, Lilongwe (Kamuzu) |
| South African Airways | Johannesbourg OR Tambo                                             |

Édité le 19/06/2020  Actualisé le 30/11/2023